# Anne Alexis Jean de Trenqualye
Anne Alexis Jean de Trenqualye est un homme politique français né le 14 janvier 1772 à Clermont-Ferrand (Puy-de-Dôme) et décédé le 17 mars 1852 à Clermont-Ferrand.

## Biographie
Chasseur au 7e régiment d'infanterie en juin 1789, il fait les campagnes de la Révolution et devient colonel en 1804. Il est admis à la retraite en 1809 et est fait baron d'Empire en 1810. Il est nommé conseiller de préfecture en 1815 et secrétaire général de la préfecture en 1827. Il est député du Puy-de-Dôme de 1822 à 1827, siégeant dans la majorité soutenant les gouvernements de la Restauration. Il quitte toutes ses fonctions à la Révolution de juillet 1830.
Il était le gendre d'Antoine Sablon, maire de Clermont-Ferrand.

## Sources
- « Anne Alexis Jean de Trenqualye », dans Adolphe Robert et Gaston Cougny, Dictionnaire des parlementaires français, Edgar Bourloton, 1889-1891 [détail de l’édition]